# Крилів (Новогеоргіївський район)
Крилів — містечко за Гетьманщини та пізніше село. Було затоплене водами Кременчуцького водосховища на початку 1960-х років. Поблизу нього, на правому березі річки Тясмин, неподалік від впадіння у Дніпро, була заснована Крилівська слобода (пізніше також Крилів і з ХІХ ст. місто Новогеоргіївськ). 
Таким чином, у XVII-XVIII ст. фактично було два Крилови, по обидві сторони річки Тясмин, що перебували під владою різних держав (Речі Посполитої і Російської імперії).

## Історія

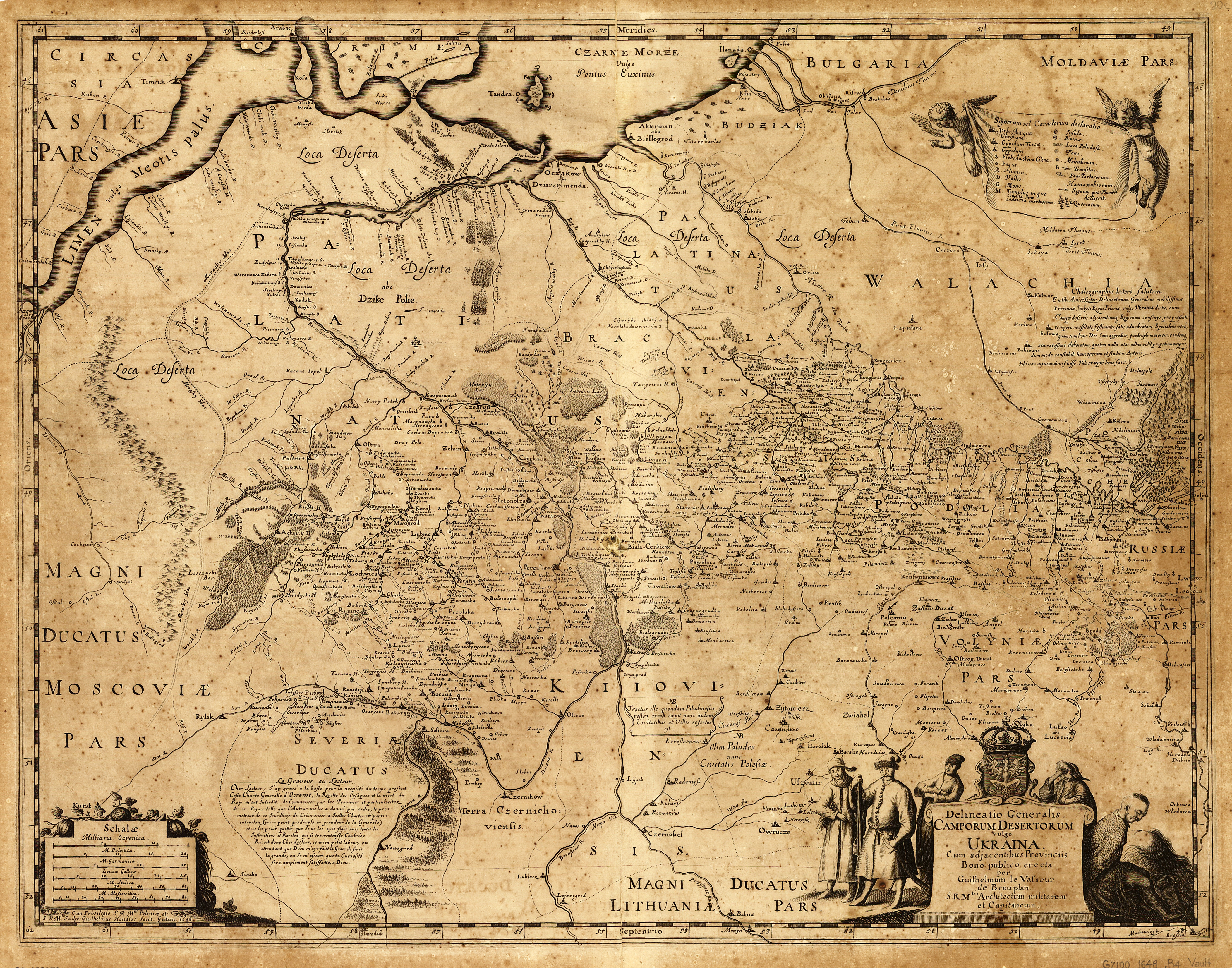
Крилів, підписаний як «Krylow» (чомусь двічі) на Загальній карті України Гійома Боплана, 1648 р.

Земля, на якій розташовувався Крилів, була здавна відома русинам. До прикладу, Київський літопис свідчить: «того ж, (1190) літа, Святослав з сватом своїм Рюриком, заспокоївши землю руську і половців примиривши у волю свою, і сдумавше, і ідоша на лови по Дніпру в лодьях, на гирла Тасмені, і ту лови деявша, і обловішася безліччю звірів». Лівобережна заплава Тясмину і зараз покрита лісами і болотами. Непролазні нетрі кишать різною живністю. У заболочених лісах можна побачити сарну чи кабана, а в численних протоках влаштовані боброві гатки.

### Заснування містечка
У XVI столітті земля ця належала Великому князівству Литовському, а після Люблінської унії 1569 року — Речі Посполитій. Гирло Тясмину належало Чигирину і околиці його стали мало помалу заселятися містечками і хуторами.
Крилів тоді виник як окреме містечко в 1615 (чи близько 1615) році. Отримує права і міський устрій, за привілеєм Сигізмунда III Вази короля польського і шведського, даний у червні (день місяця не вказаний) 1616 року на прохання старости Чигиринського Івана Даниловича.
«Дав нам справу вельможний Ян Данилович, воєвода Руський, староста наш Белзький, Корсунський і Чигиринський: в повіті Чигиринському, у воєводстві Київському, між річкою Дніпром і Тясмином, є урочище Крилів назване, на шляху татарському, де той ворог хреста святого, Татарин, звик у панства наші входити і короні, також панства нашим сусіднім шкоду чинити, на цьому місці місто наше закласти розповіли і дозволили… „ Ця грамота входить складовою частиною в Привілей про підтвердження тих же прав і розширення їх короля Станіслава Августа від 30 березня 1792 року.
Засновник міста Іван Данилович — воєвода Руський, висуванець і згодом родич відомого коронного гетьмана Станіслава Жолкевського. Старостою Чигиринським і Корсунським він був ще з 1597 р.

#### Деякі пункти привілеїв
- Крилівські жителі були звільнені на 30 років від усіх податків і мит[3] Їхні землі відокремлені від Чигиринських і тягнулися навіть за Дніпро на значний простір: “… а ґрунтів і полів над річкою Дніпром, на Білобережжя, і на Збойному, і на Пінному (Пивиха) за Дніпром дозволяємо обивателям того міста Крилова використовувати так, як інші місця українні; також хутора з обох берегов річки Дніпро, аж під Кременчук навічно мати і всякі пожитки влаштовувати, як на Дніпрі, так і понад Дніпром, млини, ставки на річках близько Крилова вільно їм буде сипати… До того переїзд через Дніпро під містом тим же міщанам надаємо.». Крилів був виведений з-під юрисдикції земської та замкової старостинської (цього не мав навіть центр староства — Чигирин).
- Магдебурзьке право, власний суд і розправа, дозволено побудувати ратушу, вагову, воскобійні, лавки і лазню, мати по два торгу на тиждень — по п'ятницях і неділях і по 3 річні ярмарки: на день Пречистої Богородиці, святого Михайла Архангела і на новий рік; містити перевіз на Дніпрі, мати корчми і вільно продавати вино, пиво, мед, пальник і інші напої.
- щоб козаки «люди свавільні і біглі» там не бували і не жили.
- Юдеям було заборонено назавжди проживати в цьому прикордонному містечку, мати доми і торгувати чим би то не було. Цей пункт грамоти створював сприятливі умови для українських та польських купців і торговців.
- Міщани Крилова повинні були бути у військовому підпорядкуванні у Чигиринського старости у військовий і мирний час.
- На посаду війта міщани могли пропонувати чотири кандидатури, з яких староста Чигиринський затверджував одну підходящу.

У ревізькому опису (люстрації), зробленого в тому ж 1616 Чигиринському староству сказано, що в поселенні Крилів було 200 дворів, відповідно, населення становило не менше 1200 чоловік.

### XVII століття

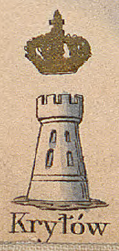
Крилів на мапі Зигмунда Герстмана

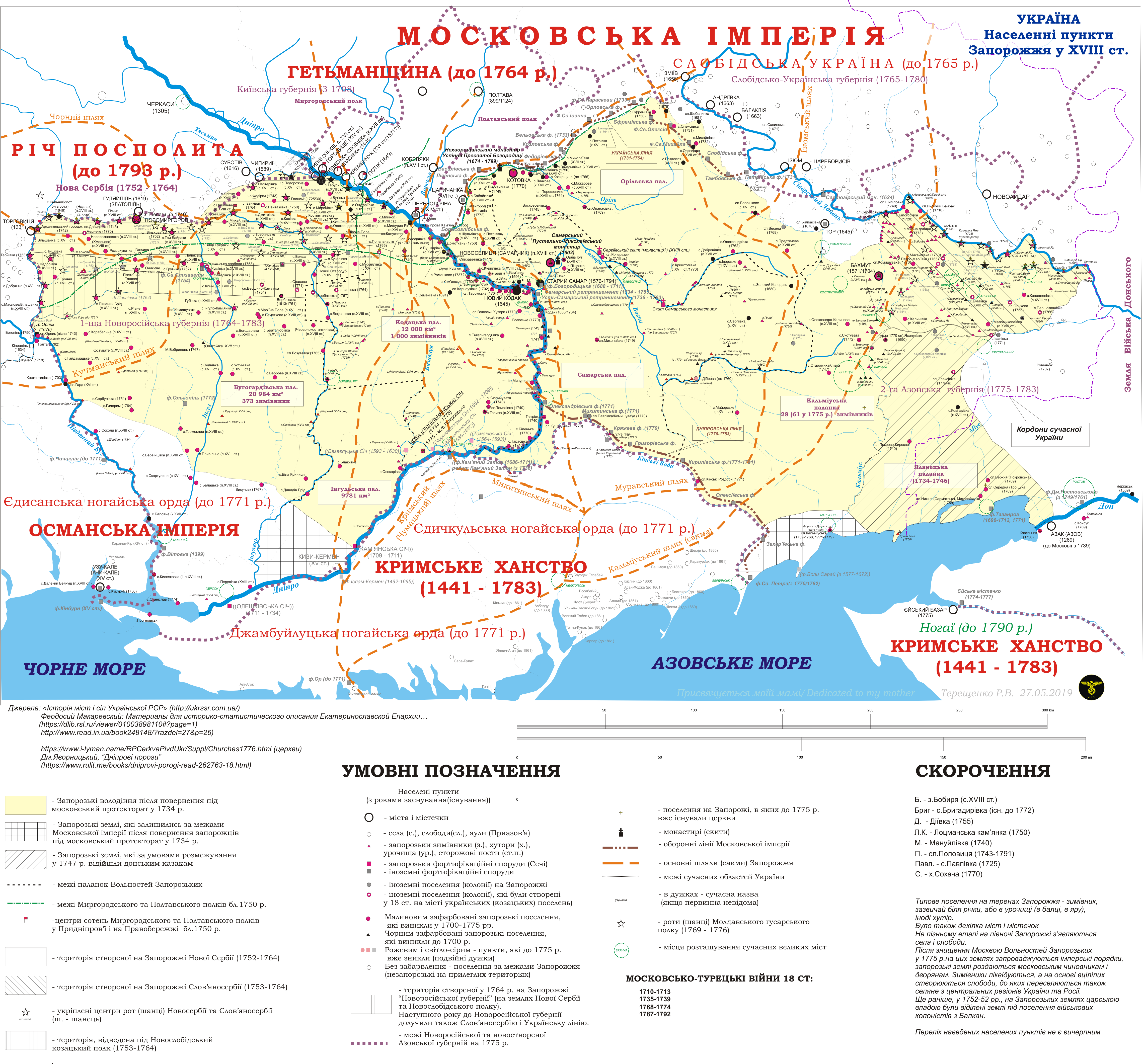
Крилів і Крилівська слобода та поселення Запорожжя у XVIII ст.

У 1625 році місто мало 50 містян та 400 козаків.
Як прикордонне містечко Крилів, хоч і укріплений замком, разом з іншими придніпровськими місцями, був часто розорюваний; при самому містечку відбувалася 26 жовтня 1625 битва — 20 000 козаків, на чолі з Михайлом Дорошенком, Оліфером і запорозьким гетьманом Пирським, з 30 000 поляків, які мали в допомогу 3 000 німецьких найманців, під проводом коронного гетьмана Станіслава Конєцпольського. Битва ця скінчилася відступом козаків до озера Курукового, або Крюкову, де вони окопалися та були змушені прийняти умови, відомі під назвою «Куруківських пунктів».
На початку XVII століття Іван (Ян) Данилович відібрав у Пивгородського Миколаївського монастиря містечка Бужин, Ворони Лози і Пива, які перебували на крилівських козацьких землях, і розігнавши ченців, зарахував їх до Корсунського староства. Однак після смерті Івана Даниловича ченці повернули собі відібрані землі за активної підтримки місцевих козаків і міщан Крилова. Про це свідчить те, що в 1630 році Софія з Жолкевських, вдова старости Корсунського і Чигиринського, заявила у Житомирському суді протест проти ігумена Миколо-Пустинського монастиря Серафима Більського і всієї братії, у тому, що ченці «отримавши дозвіл від якогось Семена Кременчука Долбня, городничого Криловського, вирили печеру і збудували церкву на горах Пивних, на землі староства Чигиринського, а потім, змовившись з яким те Тарасом козаком, який самовільно оголосив себе гетьманом Запорозьким, привласнили собі чимало земель староства, а саме два села на урочище Воронячих Лозах, Бужин і перевіз через Дніпро під Крилова».
Подимний реєстр 1631 року засвідчує 50 «осілих димів» і 200 огородників.
Під час повстання Павло Павлюк вислав з Крилова полковників Карпа Скидана і Семена Биховця на чолі загону з 1000-3000 козаків.
Згідно з Панасом Феденком та Веславом Маєвським, у 1647 році:
- у темниці Крилова сидів майбутній гетьман Богдан Хмельницький
- молодий Александер Конецпольський скликав тут військову раду, де, зокрема, вирішував, що робити з Б. Хмельницьким, якого захищав тодішній чигиринський полковник Михайло Кричевський,[6] взяв на поруки, потім випустив на волю.[5]

У 1648 році до Крилова прибуває німецька хоругва для підтримки коронного війська.
За Зборівським реєстром 1649 року Крилівська сотня входила до складу Чигиринського полку серед інших 19.
У 1662 році Юрій Хмельницький біля міста розбив загін московських військ.
Внаслідок розмежування українських земель між Московією і Річчю Посполитою за Андрусівським договором 1667 і Московським 1686 років, Лівобережна Україна та землі Запорожжя відійшли до Московії. З 1680-х років навпроти «польського» Крилова, на правому березі Тясмину, з'являється слобода Крилів у якій оселяються вихідці і втікачі з територій підконтрольних Речі Посполитій. Можливо поселення там існувало і раніше, зокрема на мапі Загальній карті України 1648 р. Гійома Боплана розташування Крилова було підписано двічі.

### XVIII століття
Місто було зруйноване за наказом Петра І у 1712 р. під час згону населення на Лівобережжя.
Протягом 1730-х — 1740-х рр. Крилів стрімко відроджується. Розвиватись перешкоджав поділ міста на «польську» та «російську» частини. Ліквідація тут козацької сотні у зв'язку з утворенням Нової Сербії, що мала наслідком значний відтік населення на південь, на територію Новослобідського козацького полку також загальмувала розвиток Крилова.
Під час повстання гайдамаків у 1730-х роках місто здобув загін на чолі із запорожцем Гривою, який продовжив боротьбу, незважаючи на те, що ватажок Верлан (обраний у 1734 році) утік в Молдавію.
У 1741 році місто мало 400 дворів і близько 2000 мешканців.
У 1744 р. слобода Крилів (по правий берег Тясмину від Крилова) призначена сотенним містечком Миргородського полку, отримавши назву Крилівський шанець. У 1752–1764 роках слобода стала центром новосербського Пандурського полку у якому була його 1 рота. Тож, у середині XVIII ст. на берегах Тясмину існувало два військові укріплення: старий лівобережний Крилів, що знаходився на "польській"  Правобережній Україні, і Крилівський шанець на українських територіях, захоплених Російською імперією.

Особливим привілеєм Станіслава Августа від 30 березня 1792 року старовинні права Крилова були відновлені. Цим же привілеєм місту було присвоєно герб «trzy karabiny, porzadkiem mimo siebie staiacych» — Лаврентій Похилевич перекладає цю фразу як «три карабіни, пірамідально поставлені». Такий герб відбивав прикордонний статус міста, його роль у захисті польської корони від татарських набігів.
З дедалі більшим освоєнням земель правобережної України, після поділів Польщі, значення Крилова дедалі зменшується, швидко розвиваються нові південніші поселення. Зокрема, з кінця XVIII століття активно починає розвиватись посад правобережний Крилів, пізніше Новогеоргіївськ, розташований по інший берег річки Тясмин.

### XIX століття
Крилів у складі Чигиринського староства був зарахований до казенних маєтків, які перебували в орендному користуванні до 1845 року російських міністрів фінансів.
Містечко Крилів, входило до складу Чигиринського повіту Київської губернії як містечко Подорожненської волості. У той же час містечко Новогеоргіївськ, відділений від Крилова лише Тясмином, з 1860 року переданий до відання звичайної адміністрації, перебував у складі Херсонської губернії, як заштатне місто Олександрійського повіту і було центром Новогеоргієвської волості.
Лаврентій Похилевич згадуючи Крилів у 1864 році:
«Містечко лежить на лівій піщаної і кам'янистій стороні, загаченої в багатьох місцях річки Тясмину, в 4-х верстах від впадання її в Дніпро. Посад Ново-Георгієвськ, які зараховують до військових поселень Херсонської губернії, відокремлюється від Крилова тільки Тясмином. Жителів обох статей, з передмістям Вітровською: православних 1688, євреїв 260 … Навколо містечка безліч земляних насипів редутів і могил,…»
У Крилові на 1900 рік налічувалося 403 двори (2 491 мешканець), діяли 1 православна церква,1 синагога, 1-класна школа, маслобійня, 4 вітряки та 6 кузень.

### ХХ століття

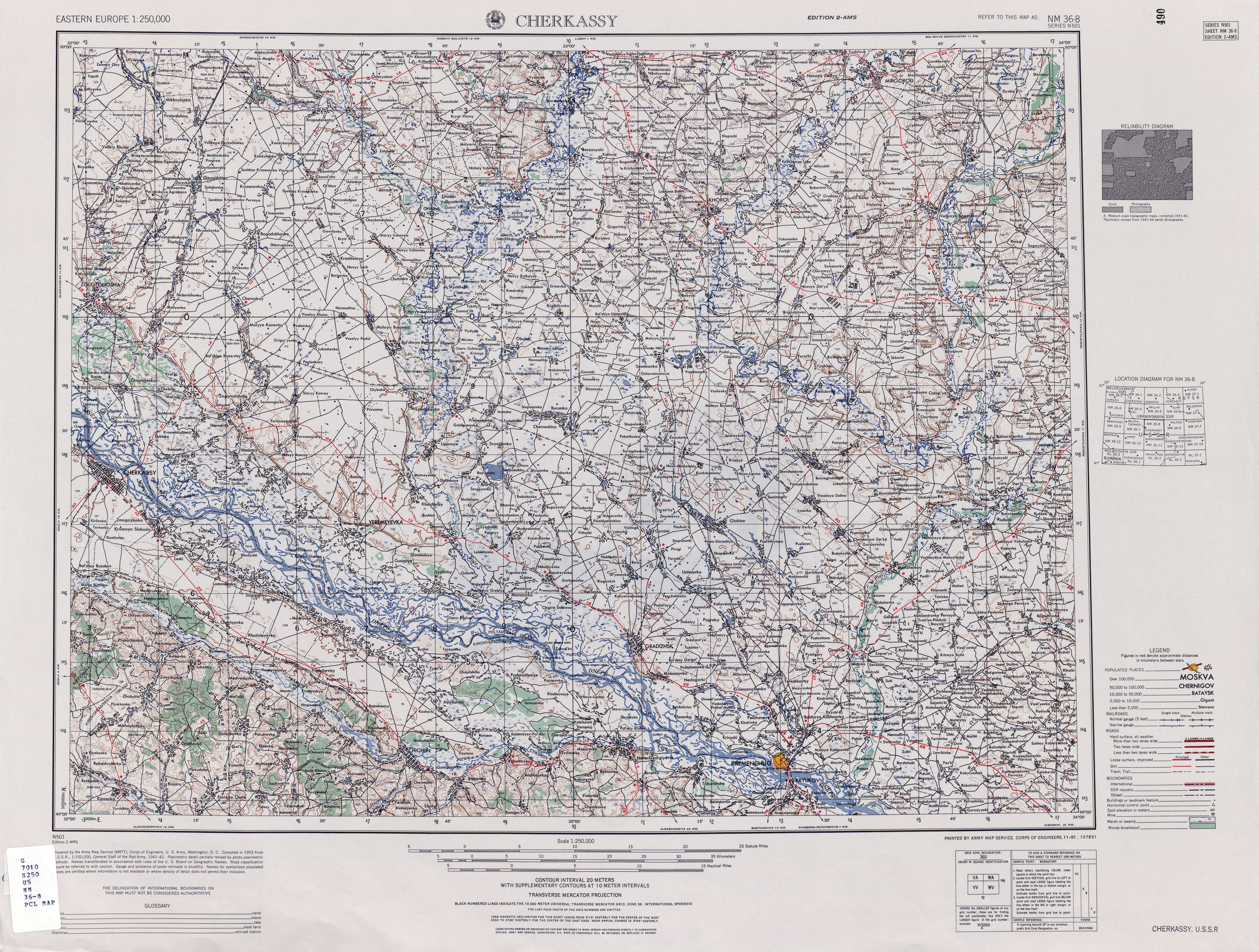
Крилів під назвою «Pol'skiy Krilov» на військовій мапі армії США 1953 року

На радянських мапах 1930-х років та деяких закордонних мапах пізнішого часу Крилів позначався як «Польський Крилів».
Станом на 1946 рік село Крилів відносилося до Новогеоргіївського району Кіровоградської області. 
При створенні Кременчуцького водосховища наприкінці 1950-х років, село входило до зони затоплення. Населення, як і з інших затоплюваних сіл, виселяли до інших ближніх поселень. Багато крилівчан оселились у Світловодську, де навіть діє міська громадська організація «Крилівська громада». 
Клірові відомості, метричні книги, сповідні розписи церков св. Миколая, Покрова Пресвятої Богородиці, Успіння Пресвятої Богородиці м. Крилів Сотенного м-ка Миргородського повіту, з 1782 р. Чигиринського староства Київського воєводства, з 1797 р. Липівської волості Чигиринського пов. Київської губ. зберігаються в ЦДІАК УКраїни. 

## Герб

### Герб польського періоду
Історичні джерела свідчать, що давній герб міста Крилова становив зображення трьох карабінів. У привілеї короля Станіслава Августа від 30 березня 1792 р., яким підтверджувались міські права Крилова, зберігся тогочасний варіант герба, де зображені три штикові фузеї кінця XVIII століття.